# موزه ملی مقاومت
موزهٔ ملی مقاومت (به هلندی: Nationaal Museum van de Weerstand) (به فرانسوی: Musée National de la Résistance) موزه‌ای است در آندرلشت بلژیک که تاریخچهٔ مقاومت بلژیک در جنگ جهانی دوم را به نمایش می‌گذارد.

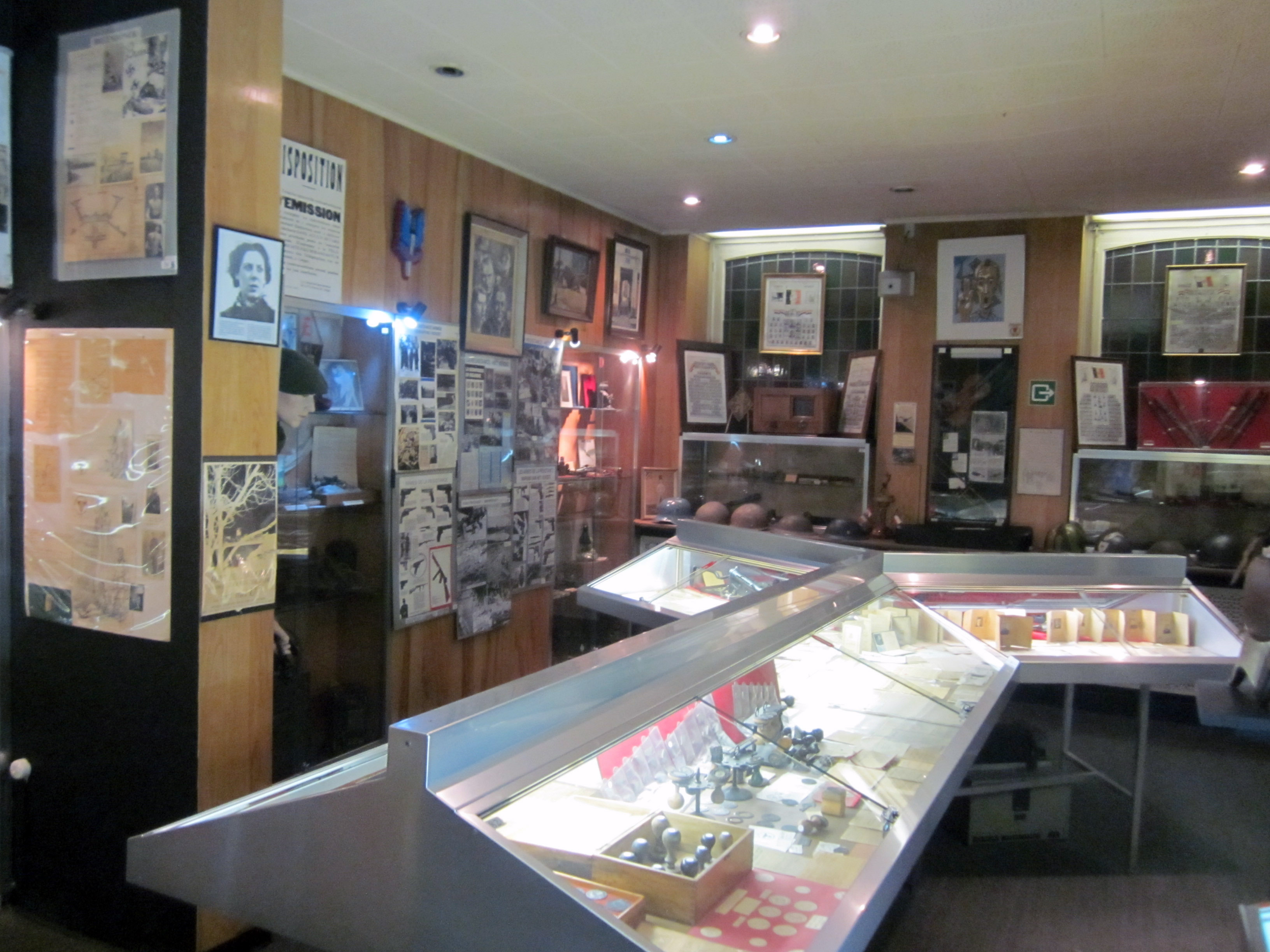
نمای داخلی موزه

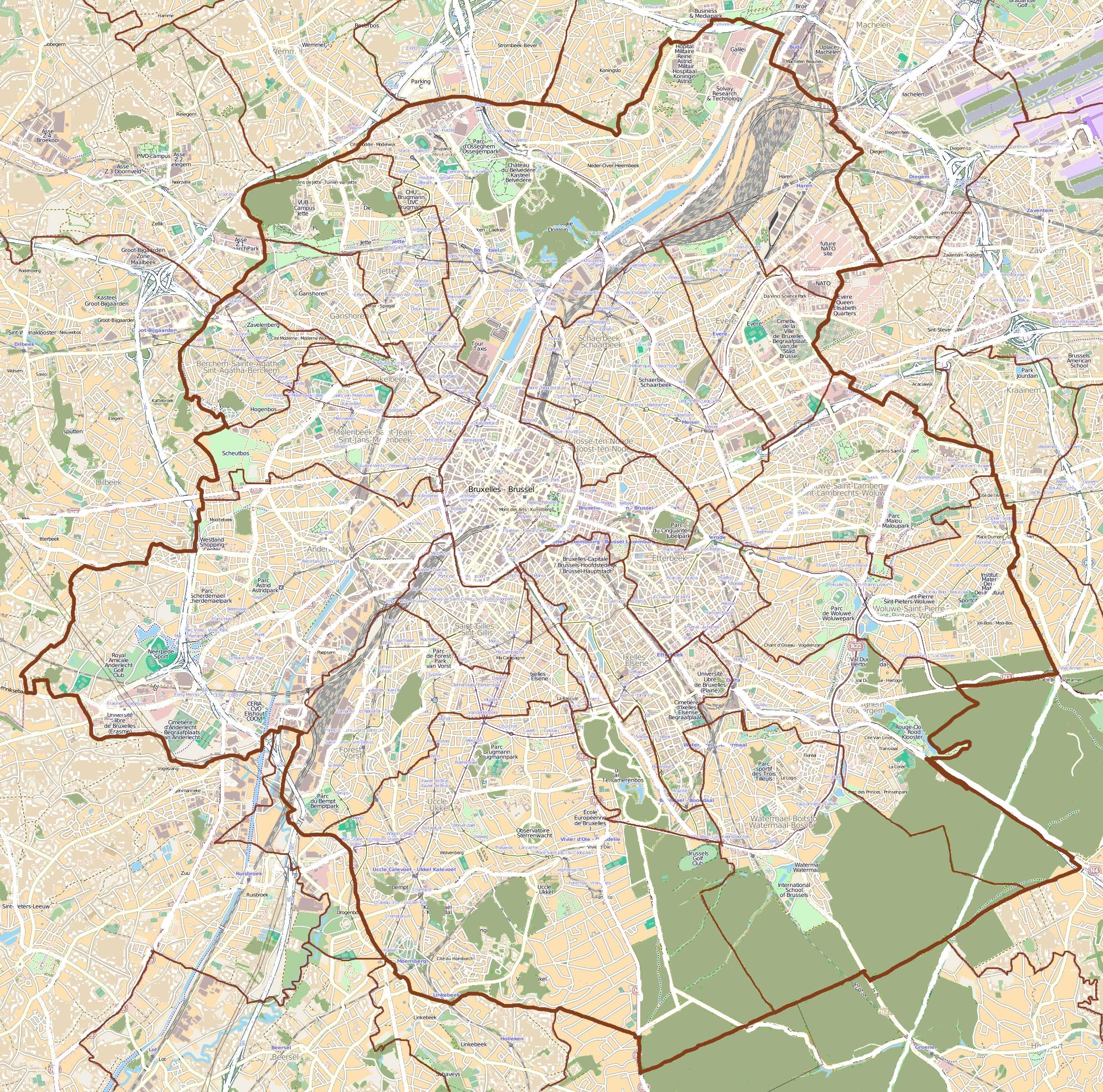
موقعیت موزه در بروکسل